# Babong
Pour le peuple camerounais homonyme, voir Babong (peuple).
Ne doit pas être confondu avec Babongo.
Babong (ou Mbabon) est une localité du Cameroun située dans la Région du Sud-Ouest et le département de la Manyu. Elle est rattachée administrativement à la commune d'Eyumodjock et au canton d'Inokun.

## Population
La localité comptait 475 habitants en 1953, 385 en 1967, principalement Ejagham. À cette date elle disposait d'une école publique créée en 1962 (auparavant catholique).
Lors du recensement de 2005 on y a dénombré 802 personnes.